# Театр імені Моссовєта
Державний академічний театр імені Моссовєта (рос. Российский государственный театр имени Моссовета)  — драматичний театр у Москві. Він був створений в 1923 році літератором і режисером Сергієм Івановичем Прокоф'євим як театр Московського губернського ради профспілок (МГСПС). Сьогодні в театрі діють дві сцени: «Основна» і «Під дахом».
Театр розташовано за адресою: Росія, Москва, Велика Садова вулиця, 16.

## Історія
Театр імені Моссовета зародився 1922 року за ініціативою профспілкових активістів, очолюваних режисером і літератором Сергієм Івановичем Прокоф'євим.
Трупа складалася з 9 акторів. Приміщення свого не було.
Перша вистава, складена з фрагментів п'єси Л. Андрєєва «Сава», була показана в Колонному залі Будинку Спілок. Вона викликала великий інтерес у глядачів і преси. У зв'язку з тим, що молодий колектив користувався підтримкою культвідділу московських профспілок, за рішенням Президії МГСПС 3 березня 1923 року він отримав офіційний статус — Театр імені МГСПС (Московського Губернського Ради Професійних Спілок).
У 1924 році театр отримав у своє повне розпорядження театральне будинок в саду «Ермітаж».
У 1925 році театр очолив енергійний, досвідчений театральний діяч, актор і
режисер Овсій Осипович Любімов-Ланський. При ньому за театром утвердилася слава експериментальної сцени сучасної радянської драматургії. Театр набуває творче співробітництво з В. Білль-Білоцерківським, Ф. Гладковим, Ст. Кіршоном, А. Афіногеновим, Н. Погодіним та іншими початківцями драматургами, прагнучи знайти контакт і взаєморозуміння з молодою аудиторією нового глядача.
У 1929 році театр став іменуватися імені МОСПС (Московського Обласної Ради Професійних
Спілок), а в 1938-му отримав своє нинішнє ім'я. В 1941—1943 роках працював в евакуації в Казахстані.
1940 року театр очолив Юрій Олександрович Завадський, учень Станіславського, Немировича-Данченка і Вахтангова, який повернувся з Ростова-на-Дону до Москви. Він керуватиме театром до кінця своїх днів — до 5 квітня 1977 року (протягом 37 років). В трупу, яка склалася ще при ньому, куди входили Василь Ванин, Сергій Годзі, Ніна Княгинінська, Михайло Розен-Санін Микола Темяков разом з Завадським увійшли його учні. Саме в ці роки сформувався блискучий творчий колектив театру ім. Моссовєта. На його сцені грали такі чудові артисти, як Фаїна Раневська, Віра Марецька, Любов Орлова, Микола Мордвинов, Ростислав Плятт, Леонід Марков, Людмила Шапошникова, Борис Іванов, Георгій Жженов, Геннадій Бортніков, Олександр Костомолоцький.
Завадський зберіг за театром репутацію лабораторії сучасної радянської п'єси, але при ньому істотно змінилися засоби художньої виразності. Умовна форма, театральність поєднувалися з психологічної розробкою характерів. У центрі вистав постійно опинявся актор, ставилися твори Шекспіра, К. Гольдоньілі А. Н. Островського, Достоєвського, Чехова, Горького, Ст. Розова — все одно.
Завадський колекціонував акторів, і вони бачили в ньому свого наставника навіть у тому випадку, якщо потрапляли до нього вже в зрілому віці, коли завдяки кінематографу слава їх у багато разів перевершувала славу вчителя.
Після смерті Завадського театр якийсь час очолював Президіум художньої ради, в якому питання вирішувалися колегіально.
У 1985 році головним режисером, а потім і художнім керівником театру стає Павло Хомський, який до цього очолював театри в Ризі, Ленінграді і Москві. Зберігаючи традиції, театр шукає нові способи спілкування з глядачами. У середині 60-х рр. був створений «Театр у фоє» для показу експериментальних постановок і вистав, у 1978 році з'явилася і «Мала сцена», а в 1990 році виставою Петра Фоменко «Калігула» відкрилася сцена «Під дахом».
Статус академічного був привласнений театру в 1964 році. Театр двічі орденоносець: орденом Трудового Червоного Прапора театр нагороджений у 1949 році, орденом Леніна в 1973 році.

## Будівля театру
Сьогодні будівля театру імені Моссовєта знаходиться на території саду «Акваріум». Цей зелений куточок Москви для любителів мистецтва можна вважати історично-театральним. Ще в XIX столітті, коли міський сад носив ім'я «Чикаго», тут було осередок різних розважальних закладів. В цьому ж саду, правда, в пору, коли він вже іменувався «Акваріумом», на початку ХХ століття народилася знаменита приватна опера С. Зіміна.
В різні роки в саду працювали не тільки каруселі, але і Московський театр оперети, кінотеатр, концертна естрада і навіть була побудована кошик-клітка для демонстрації циркового атракціону «Гонки на мотоциклі по вертикальній стіні». Не випадково саме в саду «Акваріум» відбуваються забавні і повчальні події роману Булгакова «Майстер і Маргарита». Сміливо можна сказати, що тут віками формувалися культурний простір і мистецька аура міста.
У 1924 році театр отримав у своє повне розпорядження театральна будівля в саду «Ермітаж» і розміщувався аж до Другої світової війни. У 1947 році для театру був перебудований Введенський народний дім, там театр давав вистави до 1959 року, до переїзду в сад «Акваріум».
Будівля театру імені Моссовєта розташована в саду «Акваріум» і побудована за проєктом архітектора Михайла Степановича Жирова. Співавтори проєкту — архітектори Р. Закарьян, 3. Государева, Ст. Перлин, інженер Б. Щепетон.

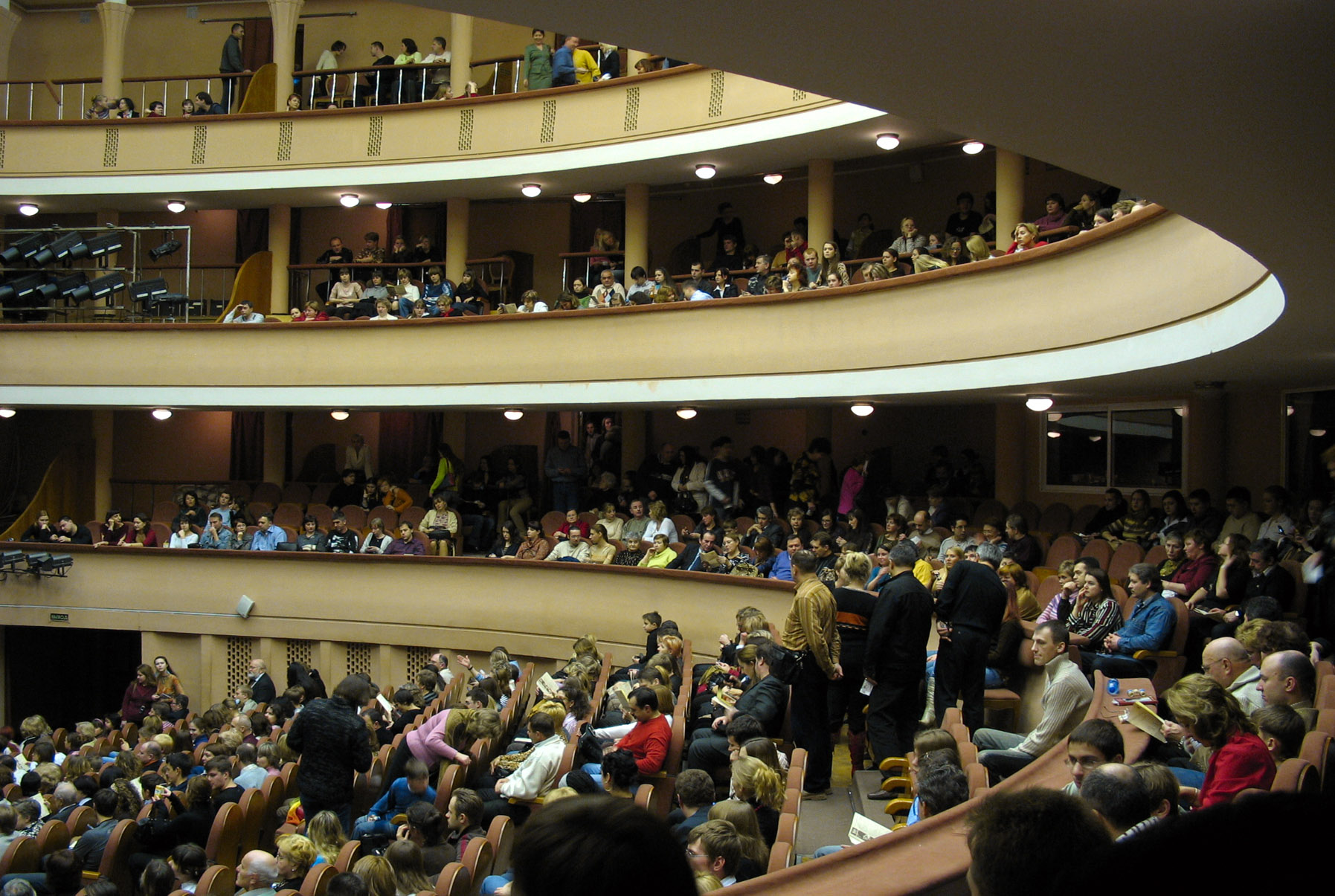
Перед початком вистави

У 1940 році на місці старого театру в глибині саду «Акваріум» за проєктом архітектора А. Н. Федорова почалося будівництво нового приміщення для Театру оперети. У проєкті частково використовували залишки колишнього споруди, де до війни працювала дирекція московських театральних кас, і примикає старий чотириповерховий будинок. Спочатку передбачалася асиметрична в плані композиція у формі букви Р. Будівництво театру перервала війна.
У 1954 році архітектор Жиров закінчив новий проєкт і будівництво почалося. При цьому виявилося практично неможливим використовувати більшість знову покладених стін. Архітектор створив красиво намальовані плани і головний фасад з 12 каннелированными колонами без капітелей, грандіозно оформлявшими вхід. Над центром фасаду розташовувалася скульптурно оформлена арка, з боків — вигнута декоративна кам'яна стінка-паркан. Однак у радянській архітектурі архітектурні надмірності вже вийшли з моди і проєкт було вирішено спростити. Колони, збудовані на висоту одного поверху, просто перекрили козирком і облицьовували гладким гранітом. Інтер'єри театру в основному завершені за первинним проєктом.
5 грудня 1959 року відбувся перший спектакль Театру ім. Моссовєта в новому будинку.
Сучасний театр — великий колектив артистів та працівників різних цехів. Триярусний зал, сцена «Під дахом», просторе фоє із зимовим садом, музейною експозицією, буфетами та місцями для відпочинку, відкрита літня веранда, дитяча ігрова кімната.
Для експериментальних постановок і пошуку нових форм активного спілкування з глядачем у 1990 році в театрі була відкрита сцена «Під дахом». Першою прем'єрою став спектакль Петра Фоменко «Калігула» з Олегом Меньшиковим у заголовній ролі. Біля сцени «Під дахом» вже є цікава історія, оригінальний репертуар, свій уважний глядач, який цінує в театрі особливу атмосферу безпосереднього спілкування, максимального єднання сцени і залу.

## Трупа театру
У трупі театру служили народні артисти СРСР і РФ Раневська, Жженов, Марков, Плятт, Орлова, Марецька, Мордвинов, Шапошникова, Б. В. Іванов, Р. Л. Бортніков, Козаков, Кузьменков.

### Поточний репертуар
У репертуарі театру понад 30 вистав за творами вітчизняної і світової драматургії, що представляють широкий спектр жанрів і естетичних напрямів, цікавих глядачів усіх вікових категорій.
На двох сценах театру («Основний» — 894 місця і сценою «Під дахом» — 120 місць) йдуть спектаклі поставлені режисерами різних мистецьких шкіл і напрямів: Павлом Хомским, Юрієм Єрьоміним, Андрієм Кончаловським, Ніною Чусовой, Андрієм Житинкін, Павлом Сафоновим та іншими.